# René Caillié
René Caillié (født 19. september 1799 i Mauzé-sur-le-Mignon, Deux-Sèvres, død 17. maj 1838 i La Gripperie-Saint-Symphorien ved Rochefort) var en fransk Afrikarejsende.
Caillié er bekendt for den rejse, hvorved han erhvervede sig den af det franske geografiske selskab udsatte pris på 10 000 francs for den rejsende, der først kunde nå Timbuktu. Rejsen varede fra marts 1827 til september 1828 og gik fra Sierra Leone ved Guineabugten til Timbuktu og derfra gennem Sahara til Tanger i Marokko. Han udførte denne eventyrlige rejse alene, forklædt som maurer og med yderst knappe hjælpemidler. Efter sin hjemkomst fik han foruden prisen en årlig pension på 1 000 francs.